# Siempre
| Recensione | Giudizio |
| ---------- | -------- |
| AllMusic   |          |

Siempre è un album del gruppo musicale inglese Il Divo, pubblicato nel 2006.
L'album ha raggiunto la prima posizione in Svizzera, Paesi Bassi, Regno Unito, Messico, Slovenia, Hong Kong, Singapore, Corea del Sud, Thailandia e Spagna, la seconda in Finlandia, Canada, Taiwan, Venezuela ed Australia, la terza in Portogallo, Irlanda e Nuova Zelanda, la quarta in Svezia e Danimarca, la sesta nella Billboard 200, la settima in Norvegia, l'ottava in Argentina e Giappone, la nona in Austria e la decima in Francia e Colombia.

## Tracce
1. Nights in White Satin (Notte di luce) – 4:18 (Mario Frangoulis, Justin Hayward)
2. Caruso – 3:56 (Lucio Dalla)
3. Without You (Desde el dia que te fuiste) – 3:51 (Peter Ham, Thomas Evans)
4. Come primavera – 3:50 (Cheope, Il Divo, Henrik Janson, David Krueger, Per Magnusson)
5. Have You Ever Really Loved a Woman? (Un regalo que te dio la vida) – 4:39 (Michael Kamen, Robert John "Mutt" Lange, Rudy Pérez)
6. La vida sin amor – 3:39 (Il Divo, Carlos Andres Alcaraz Gomez, David Krueger, Per Magnusson, Pititis, Matteo Saggese)
7. Una noche – 4:12 (Savan Kotecha, Armando Manzanero, Andreas "Quiz" Romdhane)
8. Tell That to My Heart (Amor venme a buscar) – 4:14 (Steve Mac, Rudy Pérez, John Reid)
9. Musica – 3:59 (John Miles)
10. Somewhere – 3:30 (Leonard Bernstein, Stephen Sondheim) – dal musical West Side Story

## Formazione
- Sébastien Izambard - tenore
- David Miller - tenore
- Urs Bühler - tenore
- Carlos Marín - baritono